# مايلز وايلدر
مايلز وايلدر (بالإنجليزية: Myles Wilder)‏ هو كاتب سيناريو أمريكي، ولد في 28 يناير 1933 في نيويورك في الولايات المتحدة، وتوفي في 20 أبريل 2010 في تيميكولا في الولايات المتحدة بسبب أمراض الجهاز الهضمي.

## وصلات خارجية
- مايلز وايلدر على موقع IMDb (الإنجليزية)
- مايلز وايلدر على موقع أول موفي (الإنجليزية)
- مايلز وايلدر على موقع قاعدة بيانات الأفلام السويدية (السويدية)
- مايلز وايلدر على موقع كينوبويسك (الروسية)